# Vidre català

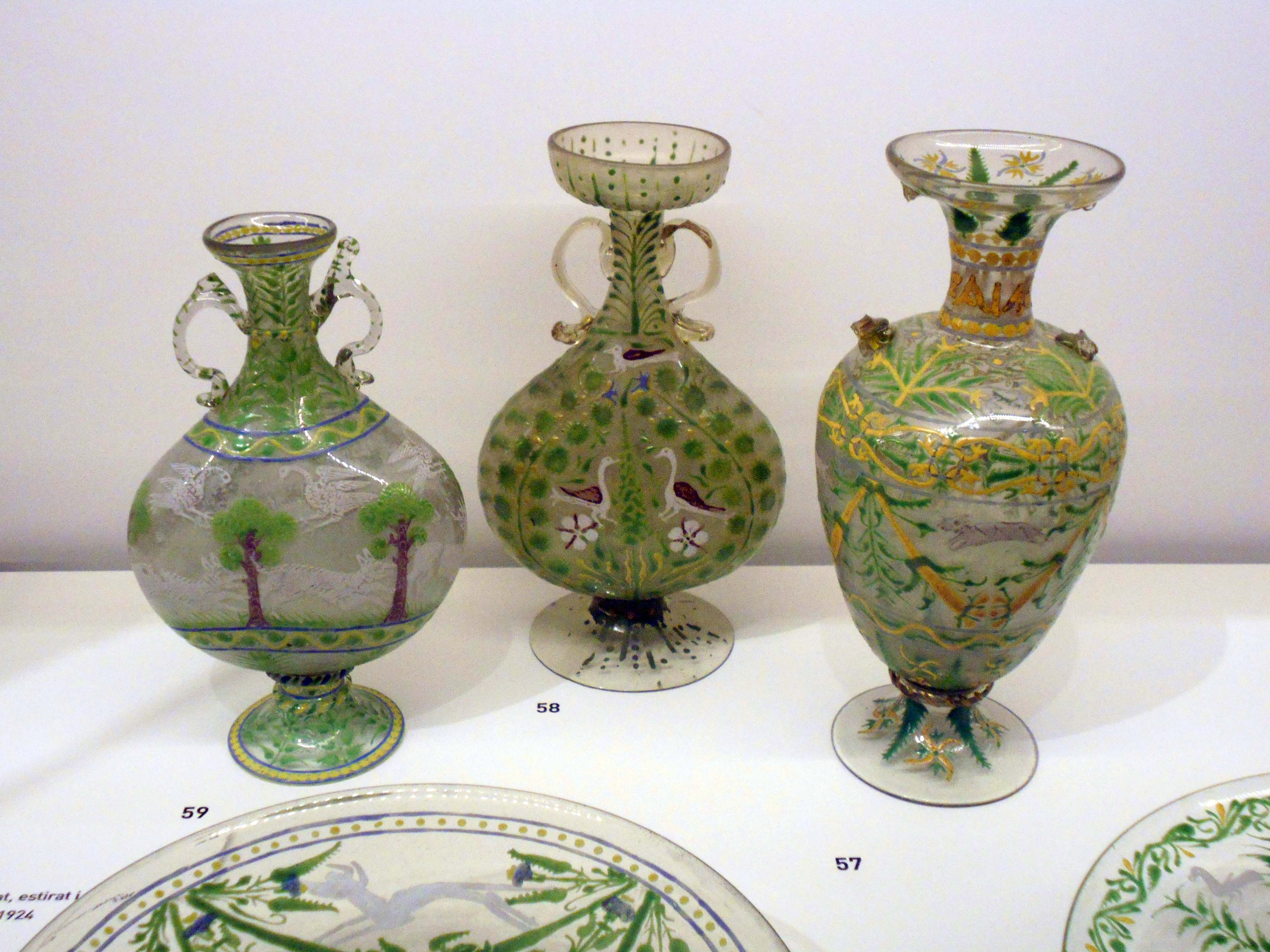
Gerros de vidre català (c. 1550-1600), Museu del Disseny de Barcelona

El Vidre català s'ha fabricat a tota la costa de llevant de la península des de fa segles. No falten notícies i documents que proven l'existència de vidrieries prou importants a Catalunya des del segle xiii (prescindint de les que es tenen sobre l'època romana i la dominació àrab) i consta que es fabricaven en els segles xiv i xv vidrieres artístiques per a les esglésies a part de vasos ordinaris i copes fines.
Segons Waters, des del segle x només Egipte i Catalunya coneixien la tècnica per poder fer un vidre de suficient qualitat (que no degenerés amb el temps) per a fabricar ampolletes per al càlcul de l'estima en la navegació en naus catalanes, fabricació que va continuar als segles xiv, xv, xvi i xvii, fins al xviii que encara s'empraven.
Es conserven exemplars anteriors al segle xvi. D'aquest segle, es conserven diverses copes i gerretes esmaltades i daurades com les de Venècia i del mateix segle i del segle xvii hi ha a les col·leccions dels museus algunes ampolletes o gerretes de vidre verd que porten una multitud de nanses al voltant del coll i estan adornades amb rínxols i altres apèndixs de la mateixa pasta o de diferent color a la veneciana i així mateix piques d'aigua beneita de vidre blanc decorades amb alguns rínxols i cordonets de colors a part de copes elegants i altres gots o vaixelles de taula amb menys adorns.

## Història
La part més important de la història del vidre català és a partir del moment que comença la fabricació del vidre transparent. El vidre transparent va permetre fabricar ulleres, primer a partir de lents convergents i després lents divergents. La combinació d'una lent convergent i una lent divergent va donar lloc al telescopi terrestre, tradicionalment anomenat «de Galileu».
Deixant de banda les explicacions oficials (que parlen de Hans Lippershey, Zacharias Janssen, Jakob Metius i altres), hi ha estudis moderns que demostren que ja hi havia telescopis terrestres (ulleres de llarga vista) a Catalunya bastant abans de l'any 1608, i que els possibles descobridors foren els germans Roget, establerts a Barcelona i Girona.

### Història del vidre transparent
Segons la tradició, el vidre el descobriren els fenicis en època remota. Hi ha una llegenda (repetida per Plini el Vell, Estrabó, Flavius Josephus, Tàcit, Isidor de Sevilla i altres) que diu que el primer vidre es va fabricar al riu Belos o Belus (actualment el riu Na’aman) prop del Mont Carmel. Hi havia quatres grans centres de producció: Ptolemaida (actualment Acre) al peu del Mont Carmel, Sidó, Tir i Alexandria.
A Catalunya hi arribaren els fenicis cap al 1100 aC, i amb ells, probablement, les tècniques de fabricació del vidre. En època romana ja hi havia forns de vidre.
Els romans conegueren el vidre transparent, des de l'època de Neró. Les invasions bàrbares suposaren la pràctica desaparició de la fabricació de vidre.
A Catalunya hi ha topònims antics relacionats amb el vidre:
- c. 840-875. Valle Vitraria (Rosselló).[18]
- Any 998. Vallvidrera.[19]

En l'època medieval hi ha diverses referències de forns de vidre, des de l'any 1188.
Alice W. Frothingham en el seu llibre Barcelona Glass in Venetian Style, explica que estant a les croades el Senyor de Rocaberti va convidar els Carmelites a establir-se a les seves possessions al Castell de Perelada, de fet, avui encara hi al convent Carmelita de Perelada que seria el primer del món fora del Carmel. Aquests van portar la seva alquímia del vidre, heretada per Johannes de Rupescissa i més tard per Guillem Sedacer de Perpinyà (Palau del vidre de Perpinyà) a la seva obra Summa Sedacina.
El Monestir de Poblet, en el seu museu, conserva dues interessants mostres de vidre medieval català. Un porró, segurament el més antic conservat sencer, del segle xv, i un got, amb funcions de lipsanoteca, datat al segle xiv.

#### Ramon Llull
Ramon Llull va parlar de vidre transparent i dels forns de vidre en diverses obres.

#### Guillem Sedacer i la Sedacina
El primer tractat important a considerar en la fabricació de vidre transparent és català: La «Sedacina», obra del frare carmelità Guillem Sedacer, de Barcelona, datada el 1378. L'orde del Carmel es relaciona amb la muntanya del Carmel (Mont Carmel), molt a prop de l'antiga ciutat d'Acre i del riu Belos (actual riu Na’aman), llegendària ubicació del descobriment del vidre.
La Sedacina és important perquè parla d'aspectes reals amb detalls escrits a peu de forn. Un dels aspectes cabdals és la fabricació d'un vidre molt transparent, susceptible de ser emprat en casos concrets (ampolleta nàutica, ulleres i lents, lupes i telescopis). Un dels objectius de Sedacer era la fabricació de gemmes de diversos colors, la base de les quals era un vidre transparent. Un altres aspecte a destacar són les diverses fórmules de Sedacer basades en el plom. Cal tenir en compte que les històries «oficials» daten el «cristallo» inventat a Venècia per Barovier al 1463, i el vidre flint a base de plom, patentat a Anglaterra per Ravencroft al 1672. L'obra de Sedacer es va avançar en totes dues innovacions.

### Les ulleres
Les ulleres foren el primer pas en el descobriment del telescopi. La difusió del seu ús implica la fabricació de vidre transparent i l'existència d'uns artesans capaços de tallar i polir lents amb certa habilitat i precisió. Algunes dades cronològiques sobre les ulleres són les següents:
- 1285. Data aproximada del descobriment de les ulleres correctores amb lents convergents.[27]
- 1303-1305. Bernard de Gordon, metge i professor a la Universitat de Montpeller, escrigué sobre les ulleres en la seva obra «Lilium Medicinae»: “…oculo berillino…”.[28]
- 1305. Giordano da Pisa, frare dominicà, en un sermó a Santa Maria la Novella, va esmentar el descobriment de les ulleres per a llegir poc menys de vint anys abans.[29]
- 1308. Carta des d'Aguilaniu, un poble de Lleida, indicant l'ús d'una lupa per a llegir un document antic.
- 1351. Francesco Petrarca, en la seva epístola anomenada «Posteritati» («A la posteritat»), informava que usava ulleres amb recança des dels seixanta anys: “…vivaci gli occhi e la vista lungo tempo acutissima: se non che questa sul sessantesimo anno mi venne mancando; onde bisognommi, non senza repugnanza, ricorrere alle lenti”.[30]
- 1355. Documents de la compra d'ulleres per part de Pere el Cerimoniós.[31]
- 1363.Guy de Chauliac feia referència a les «ulleres o bericles per a veure-hi» (“…ocularios vitri aut berillorum…”, en llatí, “auculaires de voyre ou de bericle” en la traducció francesa de 1478).[32]
- 1375. Segons un investigador, en l'Atles Català hi ha una miniatura amb un personatge que duu ulleres.
- 1608. Telescopi construït per Galileu.
- 1618. Girolamo Sirtori.[33][34]

## L'alquimia catalana i el vidre català

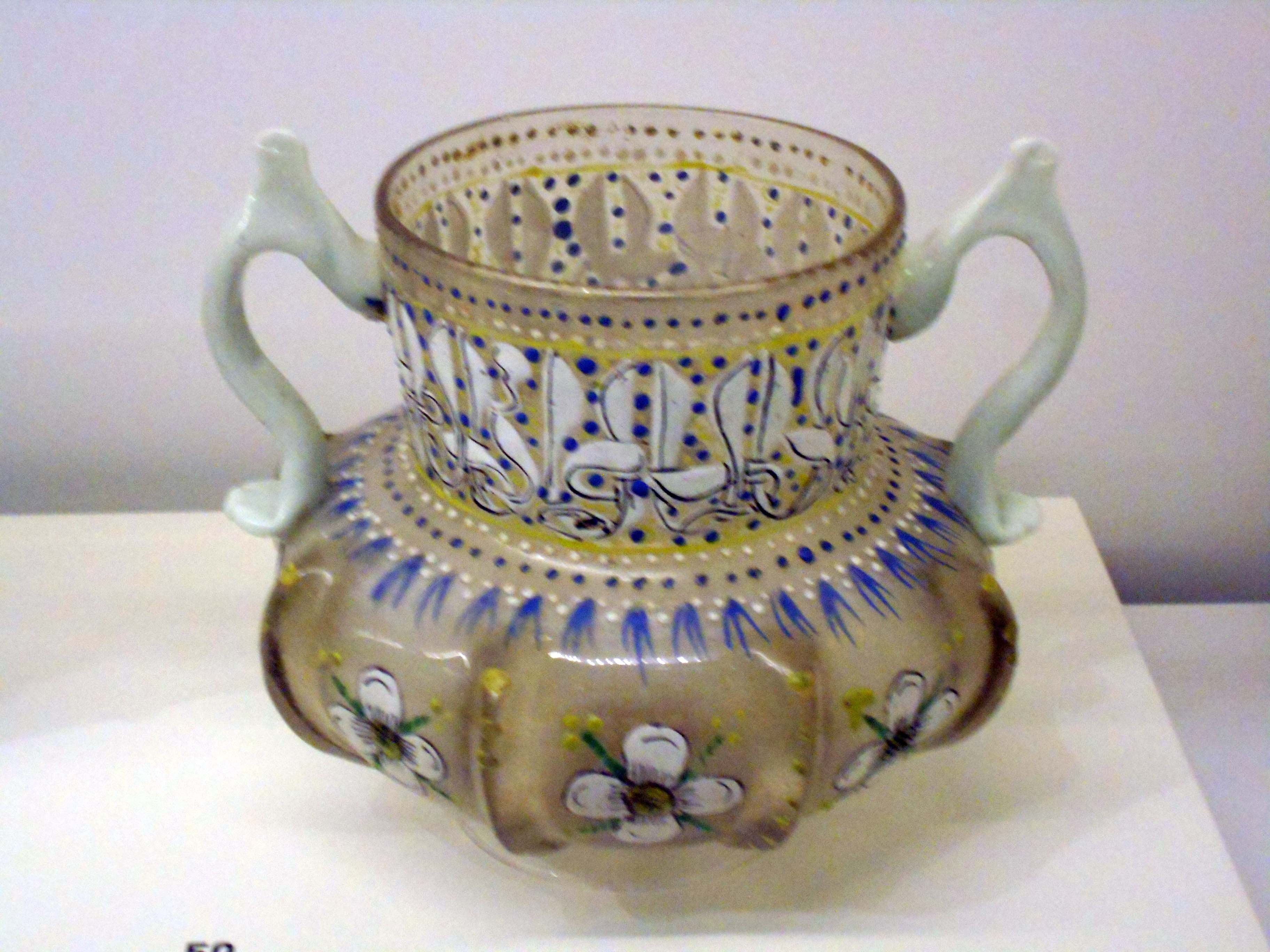
Vas amb nanses (c. 1500), Museu del Disseny de Barcelona

Dos grans figures no catalanes en Menéndez i Pelayo -Historia de los heterodoxos españoles: estudios i en José Ramón de Luanco -La alquimia en España... demostren que l'alquimia medieval europea els va arribar a través de Catalunya.." la presencia de la Alquimia en España, país que, como señala el propio autor, fue durante la Edad Media la "puerta mayor" por donde el Arte Regia penetró en Europa..."
El manuscrit d'en Sedacer és sobre lapidaris artificials - com fer gemes- recordeu el falsos rubís de Perpinyà.. a en Jacme Ferrer de Blanes li deien "el lapidario de Burgos"..per tant amb coneixements d'Alquimia i repeteixo.. sense l'ampolleta en Colom no hauria arribat a Amèrica..
Dels set manuscrits d'en Sedacer trobats per la investigadora francesa, Pascale Barthelémy, n'hi ha un que el copista va atribuir a "Guillem d'Ockham" però Pascale Barthelémy ha demostrat que és copiat del de Perpinyà (6 vs. 1)
Els vidrers de Murano segueixen la Sedacina (manuscrit italià traducció del manuscrit de Perpinyà) i el llibre imprès "Arte vetraria" que diu que per fer bon vidre cal comprar la sosa d'Hispania (la barrella-sosa creix al llevant català de Múrcia a Montpeller)
En Sedacer va crear la llavor del vidre català des del Palau del Vidre, passant per Vidreres, a totes les Vall-vidrera que trobareu a Catalunya, malauradament s'han perdut la majoria dels Forns del vidre, fins i tot el Forn del vidre d'Arenys, i el de Mataró del que hi ha registres de carregaments de vidre enviats per mar i un viatge exprés de Felip el Bell al Forn de Vidre de Mataró per a poder admirar la seva tècnica. Tanmateix, l'Ajuntament de Barcelona havia establert unes ordenances per als forns de vidre, per por als incendis fet pel que es van traslladar a Mataró.
Felip el Bell, en arribar a Barcelona el 1502, va fer un viatge per mar a Mataró per veure els seus forns de vidre que feien un vidre de gran qualitat que s'exportava arreu del Mediterrani fins i tot als països Baixos
Felip V va agafar al 1727 com fundador de la "Real Fábrica de Cristales de La Granja" al català Bonaventura Sit, prova de que els artesans catalans eren els que en sabien més.. juntament amb la tradició catalana del porró i l'almorratxa..què és una ampolleta sinó dos brocs de porró units per un tub de coure.

## Vidre català esmaltat dels segles xvi i xvii
Durant els segles xvi i xvii Catalunya és productora d'un tipus de vidre esmaltat molt característic amb decoració marcadament naturalista on predominen els colors verd, i en menor mesura el groc i blanc. La institució que conserva un nombre més gran d'exemplars, així com una major varietat tipològica d'arreu del món és el Museu de les Arts Decoratives de Barcelona, que en posseeix 18, és a dir, entorn una tercera part dels que encara es conserven i coneixen.
Hi destaquen dos pitxers de forma ovalada, coll cilíndric i boca expansionada. Un d'ells està decorat amb escena de gossos perseguint cérvols i l'altre amb aus i elements vegetals. D'exemplars similars, se'n conserven a la Hispanic Society de Nova York, el Museu del Vetro de Murano, l'Instituto Valencia de Don Juan de Madrid i el Museu Victoria and Albert de Londres.
Hi ha també en aquest grup servidores, decorades amb motius vegetals, aus i representacions humanes amb vestimenta d'època, de gran vàlua alhora de poder datar aquestes peces. Confiteres de dipòsit allargat decorades amb ramatges d'alzina, llantions, un d'ells amb la inscripció: "1638 So de Mosen Bathomeu Amat", un plat, un got, un vas amb nanses blanques així com una caldereta, amb nansa movible, l'únic exemplar conegut d'aquesta tipologia, en vidre català esmaltat renaixentista i dotat d'una gran bellesa formal.

## Seglexviii
Del segle xviii daten la majoria de porrons catalans de vidre transparent que porten com a adorn filets o cordonets blancs (els lacticinis ) o rínxols blaus. De la mateixa època són també alguns plats amb una espècie de malla formada per la mateixa classe de fils i les morratxes amb quatre boques estretes i adorns arrissats que servien a les festes (com Sant Roc) per fer aspersions d'aigua perfumada.
A la Fundació Rafael Masó de Girona es poden contemplar diverses peces datades entorn del segle xviii i pertanyents a la col·lecció personal de Rafael Masó i Valentí, provinent de l'herència de la família Bru. Es tracta d'un setrill doble i un salpebrer inspirat en formes d'orfebreria anteriors, una llàntia, càntirs i almorratxes de gran qualitat i originalitat a nivell europeu.

## Galeria

Mostres al Museu del Disseny de Barcelona
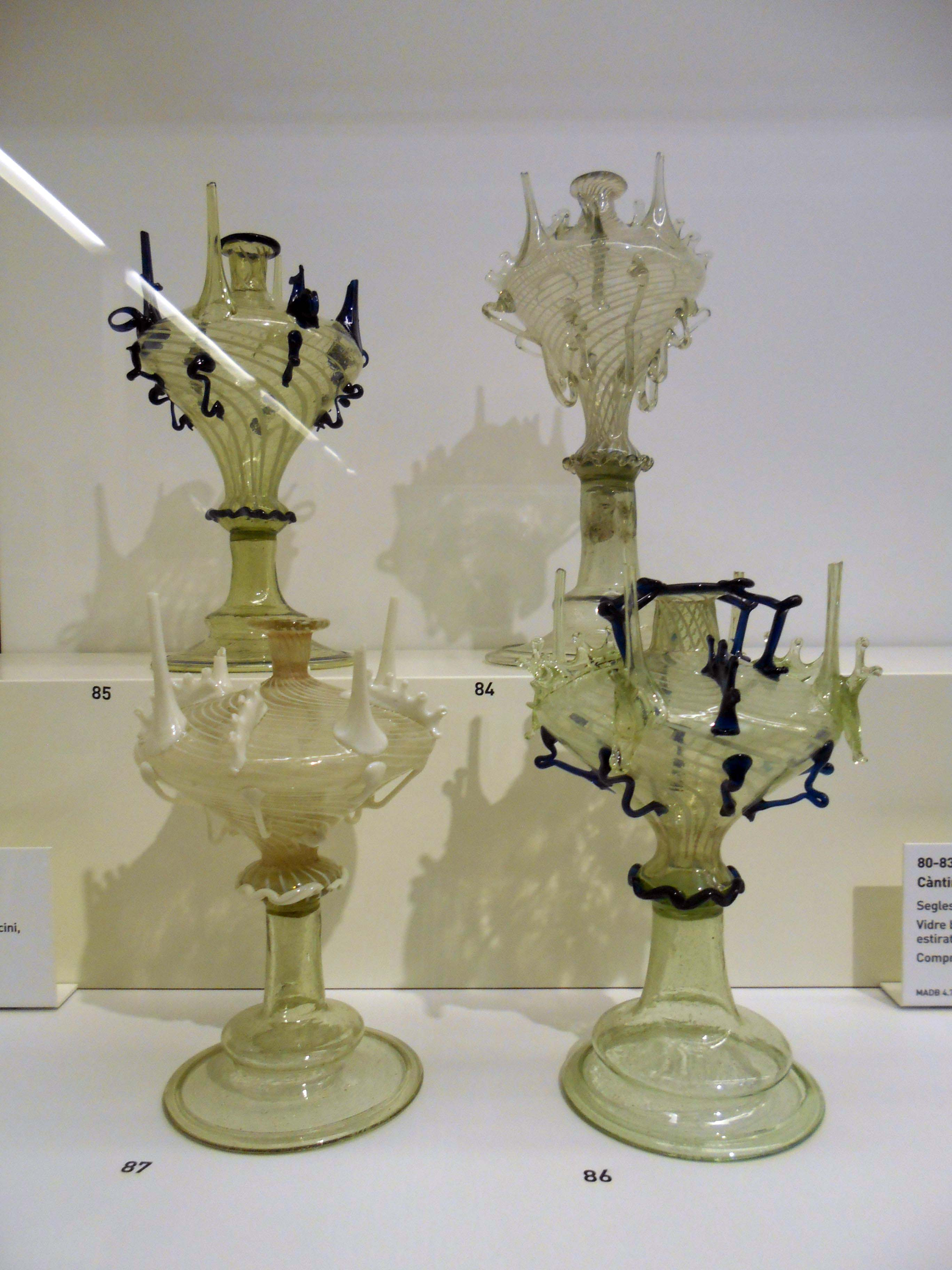
Almorratxes (segle xviii)
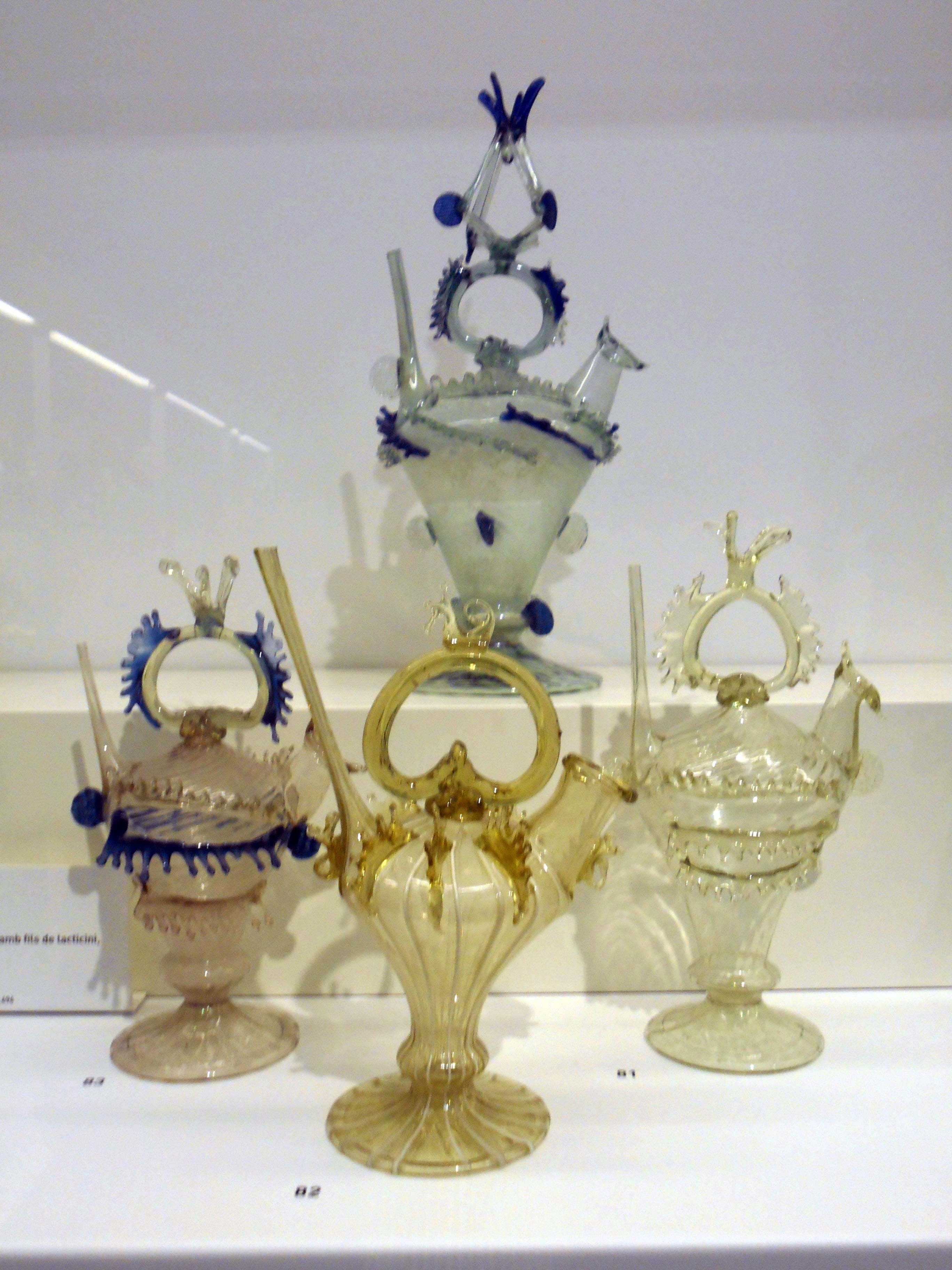
Càntirs (segles xvii-xviii)
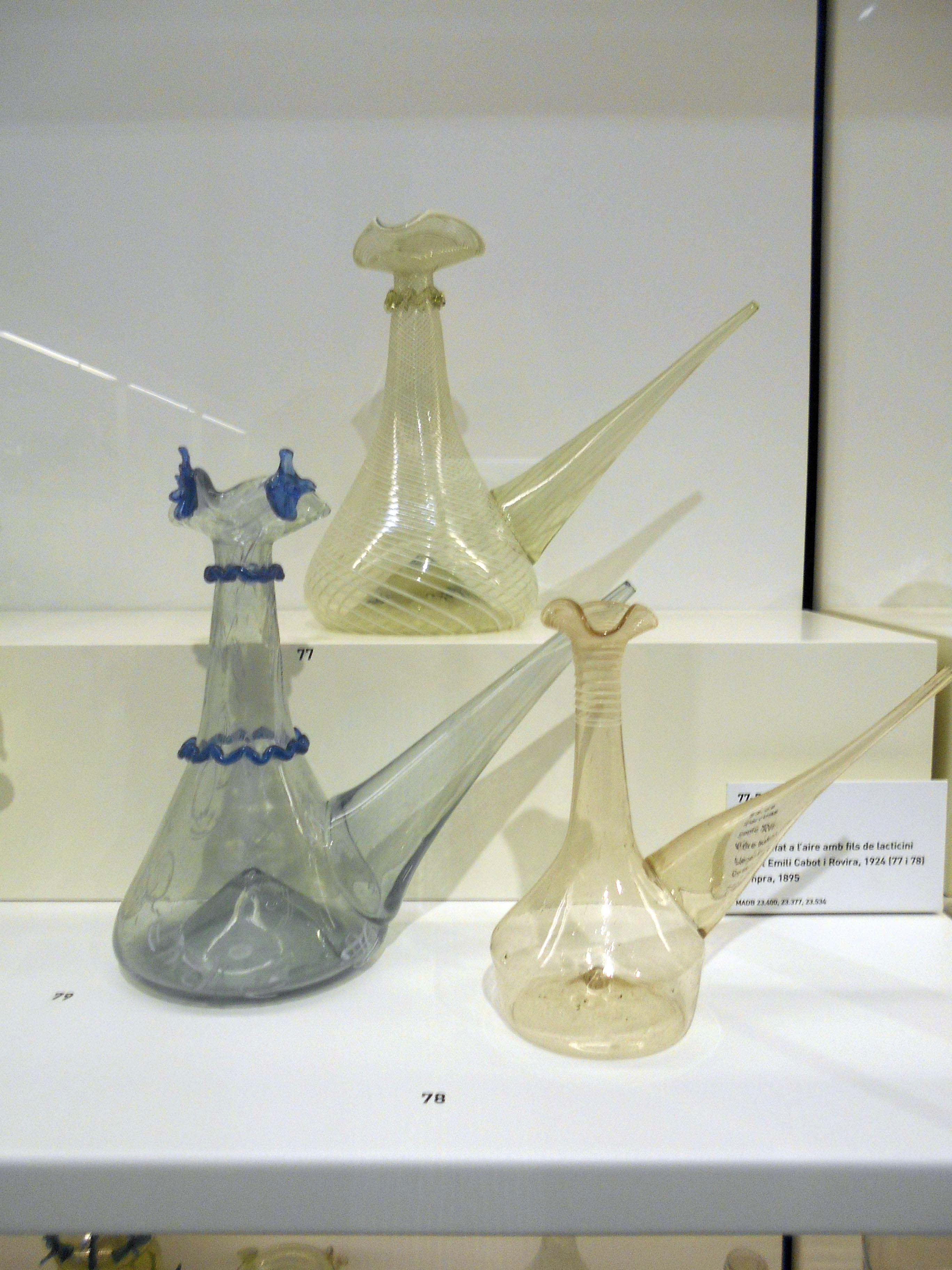
Porrons (segle xviii)
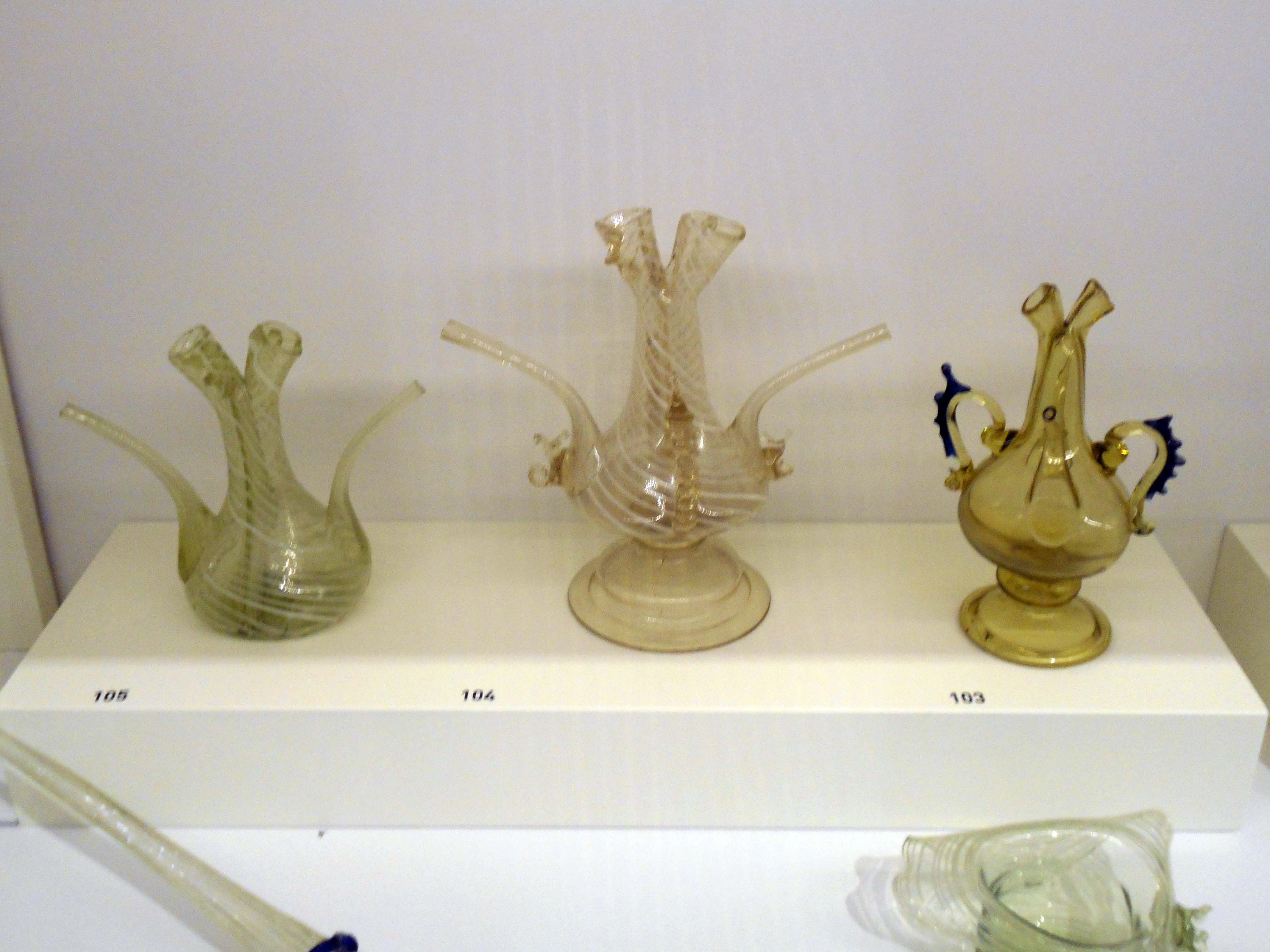
Setrilleres (segle xviii)
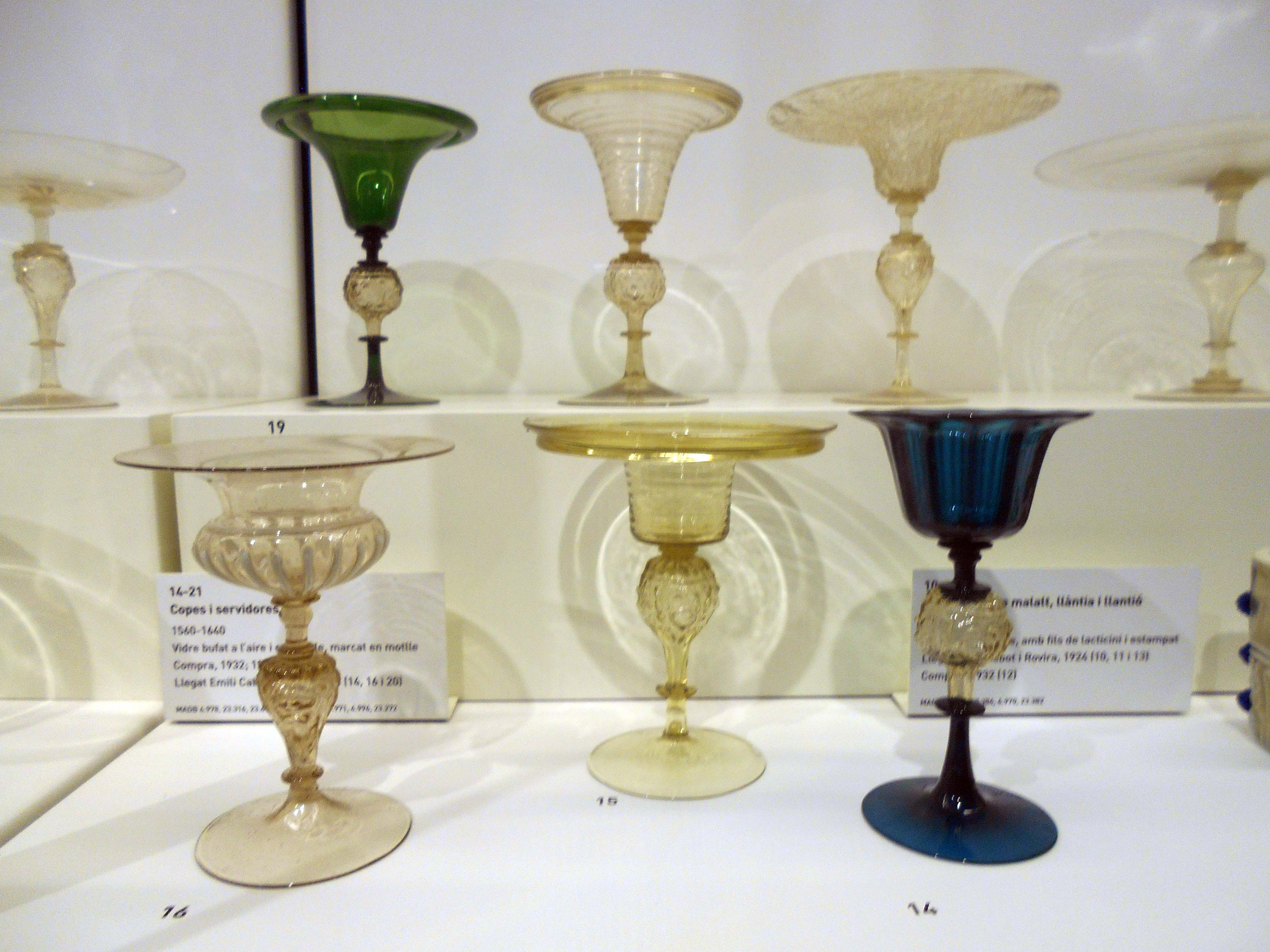
Copes (c. 1560-1640)
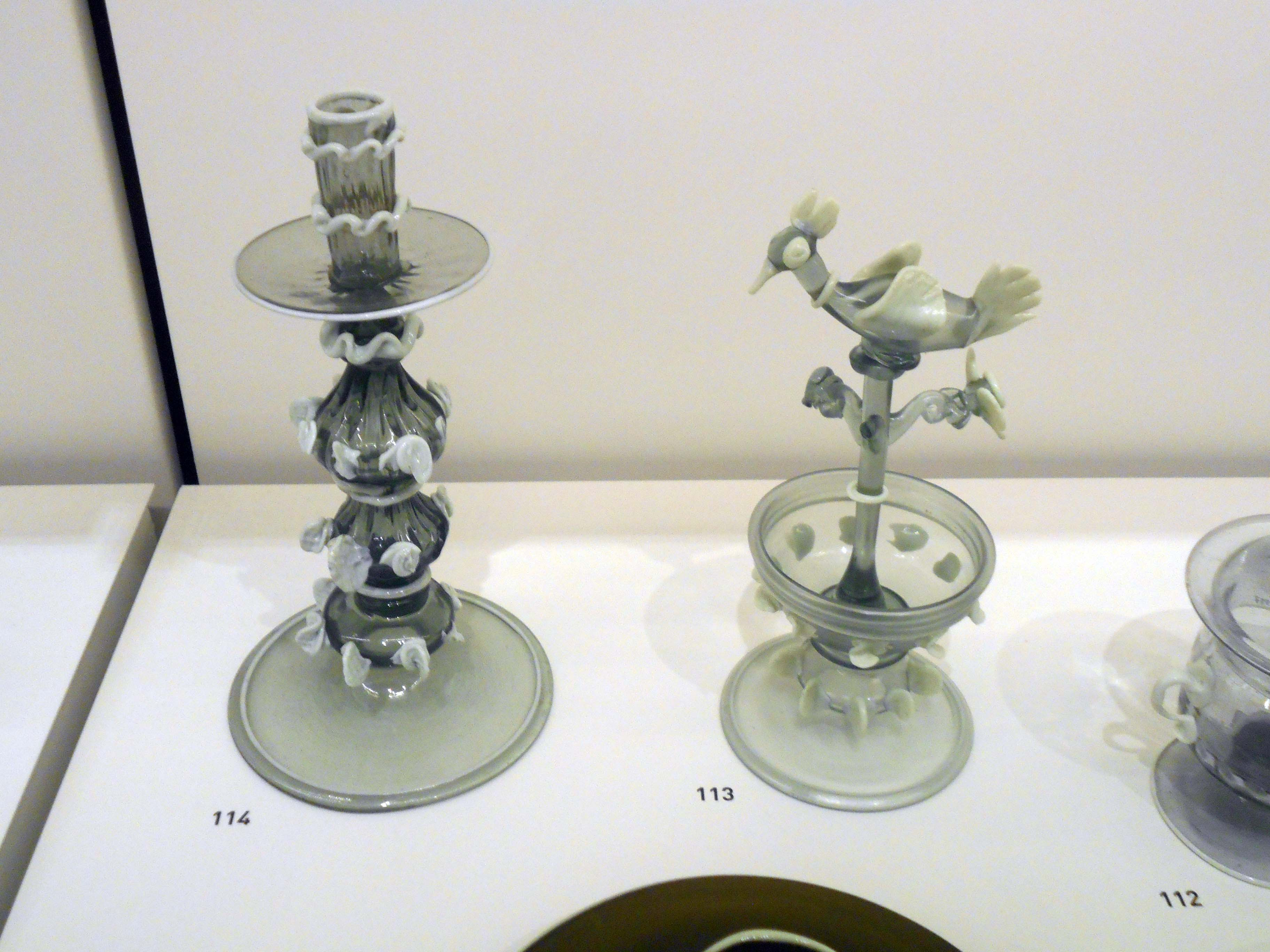
Saler i canelobre (c. 1750-1825)